# 주드 테일러
주드 테일러(Jud Taylor, 1932년 2월 25일 ~ 2008년 8월 6일)는 미국의 영화 감독, 배우, 텔레비전 배우, 노동운동가, 텔레비전 프로듀서, 각본가, 영화배우, 영화 프로듀서이다.
뉴욕에서 태어났으며 뉴욕에서 사망하였다.

## 방송
- 스타 트렉

## 영화
- Law & Order : 성범죄전담반 1 (1999년)
- 홀리데이 투 리멤버 (1995년)
- 시크릿 (1995년)
- 귀네비어 (1994년)
- 쿵후 2 (1992년)
- 노인과 바다 (1990년)
- 다니엘 스틸 - 세 자매의 사랑 (1990년)
- 브로큰 바우 (1987년)
- 어머니의 고향 (1987년)
- 라이센스 투 킬 (1984년)
- 게리의 선택 (1983년)
- 어느 형사의 명예 (1982년)
- 사랑의 총구 (1980년)
- 메리 화이트 (1977년)
- 테일 거너 조 (1977년)
- 코필드의 크리스마스 기적 (1977년)
- 윈터 킬 (1974년)
- 서든리 싱글 (1971년)
- 도망자 (1963년)
- 대탈주 (1963년)